# IV. třída okresu Pardubice
IV. třída okresu Pardubice patří společně s ostatními čtvrtými třídami mezi desáté nejvyšší fotbalové soutěže v Česku.Jedá se o 10. stupeň v českých fotbalových soutěžích. Hrála se každý rok od léta do jara příštího roku. Na konci ročníku nejlepší dva týmy postupovaly do III. třídy okresu Pardubice.

## Vítězové

### IV. třída Holicko
| Ročník    | Vítězný tým               |
| --------- | ------------------------- |
| 2004/2005 | TJ Paramo Pardubice B     |
| 2005/2006 | TJ Sokol Moravany B       |
| 2006/2007 | TJ Sokol Vysoké Chvojno   |
| 2007/2008 | AFK Opatovice nad Labem   |
| 2008/2009 | TJ Jaroslav               |
| 2009/2010 | TJ Spartak Sezemice „B“   |
| 2010/2011 | Sokol Ostřetín            |
| 2011/2012 | Sokol Veliny              |
| 2012/2013 | SK - 1.FC Mikulovice B    |
| 2013/2014 | TJ Sokol Chvojenec B      |
| 2014/2015 | TJ Sokol Rosice nad Labem |
| 2015/2016 | TJ Sokol Mnětice          |
| 2016/2017 | FC Stavospol Litětiny     |
| 2017/2018 |                           |

### IV. třída Přeloučsko
| Ročník    | Vítězný tým               |
| --------- | ------------------------- |
| 2004/2005 | Sokol Zdechovice          |
| 2005/2006 | TJ Sokol Semín            |
| 2006/2007 | TJ Sokol Rohovládova Bělá |
| 2007/2008 | Jiskra Rybitví            |
| 2008/2009 | SK Křičeň                 |
| 2009/2010 | TJ Slavoj Choltice „B“    |
| 2010/2011 | TJ Sokol Újezd „B“        |
| 2011/2012 | TJ Sokol Semín B          |
| 2012/2013 | TJ Sokol Rohovládova Bělá |
| 2013/2014 | TJ Jankovice              |
| 2014/2015 | TJ Sokol Semín            |
| 2015/2016 | FC Titanic Srch „B“       |
| 2016/2017 | SK Řečany n. L. „B“       |
| 2017/2018 |                           |